# KRAS
KRAS — протоонкоген, представитель семейства белков Ras. Белок KRAS представляет собой ГТФазу и является компонентом многих путей передачи сигнала. KRAS имеет изопрениловую группу на С-конце и обычно связан с клеточными мембранами.
KRAS действует как «молекулярный переключатель», после включения он активирует белки, необходимые для распространения факторов роста и других путей, таких, как c-Raf и PI 3-kinase. KRAS связывает GTP в активном состоянии и может превращать его в GDP. После превращения GTP в GDP, белок KRAS «выключается». Скорость превращения обычно низкая, но может значительно повышаться при действии вспомогательных белков, усиливающих ГТФазную активность, например, RasGAP. KRAS в свою очередь может связываться с белками GEF, например, SOS1, которые облегчают освобождение связанных нуклеотидов. Соответственно, KRAS без нуклеотида легко связывает новые молекулы GTP или GDP из цитозоля. Ввиду того, что концентрация GTP в цитозоле значительно выше, чем GDP, это обычно приводит к активации KRAS.
Другие представители семейства белков Ras: HRAS, RRAS и NRAS. Эти белки подвергаются регуляции подобным образом, но работают в разных местах клетки.

## Заболевания
Некоторые мутации KRAS в клетках зародышевого пути связаны с синдромом Нунан и синдромом сердце-лицо-кожа.
Соматические мутации гена KRAS часто обнаруживают при лейкемиях, раке толстой кишки, раке поджелудочной железы и раке легких. Определение мутационного статуса гена KRAS имеет значение при планировании терапии препаратами блокаторами EGFR, такими как цетуксимаб, в случае рака толстой кишки. Мутация в гене KRAS обуславливает лиганд-независимую активацию пути передачи сигнала Ras/MAPK. Таким образом, карциномы с мутантным KRAS резистентны  к терапии анти-EGFR моноклональными антителами (панитумумаб, цетуксимаб, где «маб» — означает моноклональное антитело) и ингибиторами EGFR-TK (erlotinib, гефитиниб).

## Исследование KRAS
Анализ мутаций KRAS делают некоторые лаборатории на коммерческой основе.